# كانغ نا إيون
كانغ نا إيون (بالكورية: 강나언)‏ هي ممثلة كورية جنوبية، ولدت يوم 15 أبريل 2001 في مقاطعة غيونغي في كوريا الجنوبية.

## روابط خارجية
- كانغ نا-ايون على موقع IMDb (الإنجليزية)
- كانغ نا-ايون على موقع روتن توميتوز (الإنجليزية)
- كانغ نا-ايون على موقع قاعدة بيانات الفيلم (الإنجليزية)